# Landini Vélite
Der Landini Vélite (auch V.L. 30 genannt) ist ein Traktor der Firma Landini, der von 1935 bis 1954 im norditalienischen Fabbrico hergestellt wurde. Aufgrund seiner leichten und dennoch robusten Bauweise erfreute sich der Vélite rasch großer Beliebtheit bei kleineren und mittelgroßen Betrieben. Dieser Erfolg sorgte dafür, dass Landini wenige Jahre später zum größten Traktorhersteller Italiens aufstieg. Insgesamt verkaufte Landini den Vélite etwas weniger als 3500-mal.
Der Name des Modells leitet sich von den römischen Velites ab. Dabei handelte es sich um leicht bewaffnete Soldaten, die sich durch ihre hohen Beweglichkeit auszeichneten. Dieser Name wurde während des Faschismus auch Bauern verliehen, die bei der Getreideernte besonders gute Ergebnisse erzielten. Landini wollte mit dem Namen die kämpferische Natur der Bauern würdigen und gleichzeitig eine Maschine bewerben, die Agilität und Produktivität verkörpern sollte.

## Beschreibung
Der Traktor hat einen liegend eingebauten 1-Zylinder-Glühkopfmotor mit 7.222 cm³ Hubraum, der eine Leistung von 25 PS erzeugt. Mit Hilfe eines speziell entwickelten Motorenregelungssystems kann die Leistung sogar noch um 5 PS gesteigert werden. Gekühlt wird der Motor über einen Thermosiphonkühler mit Ventilator. Motor und Getriebe sind in Blockbauweise miteinander verbunden. Das Getriebe verfügt über drei Vorwärtsgänge und einen Rückwärtsgang und ermöglicht im dritten Gang eine Maximalgeschwindigkeit von 8,4 km/h.
Die elektrische Anlage des Vélite wird von einem 6-Volt-Dynamo mit einer Leistung von 75 Watt versorgt. Der Dynamo ist über einen Riemen mit dem Schwungrad verbunden. Eine Batterie und einen Anlasser hat der Vélite nicht. Das Schwungrad treibt zudem eine Zapfwelle an.
Der Traktor hat ein Gewicht von 2.300 kg und misst in der Länge 2,84 Meter sowie in der Breite 1,56 Meter.